# Pont Baïkovskï
Le pont Baïkovskï est un pont à Rostov-sur-le-Don dans l'oblast de Rostov en Russie, construit en 1864 pour traverser le ravin Generalnaïa Balka. Son nom a été donné en l'honneur du maire d'Andrei Baïkov. Le pont n'existe plus de nos jours.

## Histoire
L'histoire de la construction du pont Baïkovskï commence en 1840, quand le maire de la ville, Andreï Romanovitch Iachtchenko, invite à créer un pont qui mènerait à travers la Balka. Une telle décision était nécessaire, car, étant donné le mauvais temps, il était difficile de passer de l'autre côté. Il était également difficile de transporter des biens et des marchandises de l'autre côté de la Balka,.
En 1857, toutes les dépenses ont été enregistrées et rédigées par l'architecte Lykov - pour la construction du pont, une somme de 4.955 roubles et 26 kopecks était nécessaire. Lorsque la maire de la ville devint Andreï Matveïevitch Baïkov, il commença à travailler à nouveau sur la construction du pont. Son inauguration solennelle a lieu le 30 août 1864. Sur les plaques était écrit Pont Baïkovskï et Ouvert le 30 août 1864. Grâce au pont Baïkovskï, il était possible de voyager. En 1867, il était nécessaire de reconstruire le pont. En mars 2013, les plaques sur le pont n'ont pas survécu, Comme le pont Baikovsky lui-même.